# Bodil Katharine Biørn
Bodil Katharine Biørn (Kragerø, 27 gennaio 1871 – Oslo, 22 luglio 1960) è stata una missionaria e infermiera norvegese.

## Biografia
Bodil Katharine Biørn (nota anche come "Madre Katharine") è nata il 27 gennaio 1871 a Kragerø, Norvegia, in una famiglia di ricchi armatori.
Nel 1905, dopo aver studiato infermieristica in Germania, è stata mandata da "Women Missionary Organization“ (Organizzazione Donne Missionarie) nell'Impero ottomano; lì ha lavorato come infermiera missionaria nell'Armenia occidentale, a Mezereh, nella provincia Kharberd (Խարբերդ in armeno) e poi a Mush (Մուշ in armeno). In collaborazione con i missionari tedeschi ha cercato di aiutare le vedove e gli orfani.
È stata una testimone del Genocidio Armeno e, assieme ai suoi colleghi, ha salvato la vita di molte persone, donne e bambini senzatetto;
ha inoltre documentato i tragici eventi con il suo diario e le sue fotografie.
Nel Vicino Oriente, Bodil si prese cura degli orfani armeni in Siria, Libano ed a Costantinopoli. Nel 1922 a Alexandrapol (oggi Gyumri) (Գյումրի in armeno) nella Armenia Sovietica, fondò un orfanotrofio chiamato "Lusaghbyur" .
Ha continuato il suo lavoro aiutando i profughi armeni in Siria e in Libano dove ha istituito un orfanotrofio e una clinica che ha funzionato fino al 1934.
Fino alla sua morte ha continuato, con articoli di giornale e discorsi, il suo sforzo umanitario per aiutare i rifugiati armeni e gli orfani sopravvissuti alla prima guerra mondiale e alla deportazione forzata del 1915.
Ritorna in Norvegia nel 1935, muore ad Oslo il 22 luglio 1960.
Su iniziativa della comunità armena di Aleppo, la città norvegese di Kragerø le ha dedicato un memoriale. Il memoriale è una grande pietra di Aleppo con rilievi in bronzo e una targa con la scritta:
| Qui è vissuto un grande filantropo norvegese La missionaria Bodil Catharina Biorn Nata a Kragerø 27 gennaio 1871 - 22 luglio 1960 Ha dedicato la sua vita per aiutare i profughi e orfani armeni sopravvissuti al genocidio ottomano nel 20º secolo. I sopravvissuti armeni di Aleppo. |

Nel memoriale di Dzidzernagapert a Erevan è stata posata la lapide in suo onore.